# Bob Kilger
Robert „Bob“ Kilger (* 29. Juni 1944 in Cornwall, Ontario; † 29. November 2021 ebenda) war ein kanadischer Politiker der Liberalen Partei Kanadas. Er war zuvor als Geschäftsmann sowie als Eishockeyspieler und -trainer tätig.

## Karriere
Der in Cornwall geborene Kilger war der ehemalige liberale Abgeordnete im Unterhaus für den Wahlbezirk Stormont-Dundas 1988 bis 2000 bzw. Stormont-Dundas-Süd Glengarry 2000 bis 2004. Er war Chief Government Whip,  stellvertretender Sprecher und Vorsitzender des Komitees der Whole of the House of Commons.
Er verlor seinen Sitz in den Wahlen von 2004 gegen den konservativen Kandidaten Guy Lauzon. Kilger wurde am 13. November 2006 mit 49,4 % der Wählerstimmen zum Bürgermeister der Stadt Cornwall gewählt.
Vor seinem politischen Leben war er Geschäftsmann und trainierte die Cornwall Royals aus der Ontario Hockey League zu einem Memorial-Cup-Sieg im Jahr 1981.
Während seiner aktiven Zeit als Eishockeyspieler ging Kilger von 1963 bis 1965 für die Oshawa Generals aus der Ontario Hockey Association aufs Eis. Er war auch Schiedsrichter in der National Hockey League. Sein Sohn Chad Kilger ist ehemaliger Eishockey-Profi der NHL.

## Karrierestatistik
(Legende zur Spielerstatistik: Sp oder GP = absolvierte Spiele; T oder G = erzielte Tore; V oder A = erzielte Assists; Pkt oder Pts = erzielte Scorerpunkte; SM oder PIM = erhaltene Strafminuten; +/− = Plus/Minus-Bilanz; PP = erzielte Überzahltore; SH = erzielte Unterzahltore; GW = erzielte Siegtore; 1 Play-downs/Relegation; Kursiv: Statistik nicht vollständig)